# Rio Birdanca
O Rio Birdanca é um rio da Romênia afluente do Rio Bârzava, localizado no distrito de Timiş.